# Brachyiulus lictor
Brachyiulus lictor är en mångfotingart som beskrevs av Carl Graf Attems 1904. Brachyiulus lictor ingår i släktet Brachyiulus och familjen kejsardubbelfotingar. Inga underarter finns listade i Catalogue of Life.